# Liste der Kulturdenkmale in Berlin-Mitte/Friedrichswerder
Auf dieser Seite sind die Kulturdenkmale im Stadtviertel Friedrichswerder des Berliner Ortsteils Mitte aufgelistet. Diese Liste ist Teil der Liste der Kulturdenkmale in Berlin-Mitte. Grundlage ist die Denkmalliste des Landes Berlin, die auf Basis des Berliner Denkmalschutzgesetzes erstmals am 28. September 1995 bekannt gemacht wurde und seither durch das Landesdenkmalamt Berlin geführt und aktualisiert wird.

## Baudenkmale
| Nr.      | Lage                                                            | Offizielle Bezeichnung                                                                  | Beschreibung                                                                  | Bild                                                  |
| -------- | --------------------------------------------------------------- | --------------------------------------------------------------------------------------- | ----------------------------------------------------------------------------- | ----------------------------------------------------- |
| 09095990 | Oberwasserstraße 10 (Lage)                                      | Technisches Gebäude der Reichsbank                                                      | 1924–1925 von Philipp Nitze                                                   |                                                       |
| 09095991 | Oberwasserstraße 11–12 Kreuzstraße 1–2 (Lage)                   | Geschäftshaus des Deutschnationalen Handlungsgehilfen-Verbandes                         | 1912–1915 von Ferdinand Sckopp und Wilhelm Vortmann, Fassadenüberformung 1960 |                                                       |
| 09095992 | Oberwasserstraße 13 Kreuzstraße (Lage)                          | Geschäftshaus                                                                           | 1911–1912                                                                     |                                                       |
| 09095166 | Schinkelplatz (Lage)                                            | Bronzestandbilder Karl Friedrich Schinkel, Peter Christian Beuth und Albrecht von Thaer | Karl Friedrich Schinkel, 1867–1869 von Friedrich Drake                        | Standbilder Beuth, Schinkel und von Thaer (von links) |
| 09095166 | Schinkelplatz (Lage)                                            | Bronzestandbilder Karl Friedrich Schinkel, Peter Christian Beuth und Albrecht von Thaer | Peter Christian Beuth, 1861 von August Kiss                                   |                                                       |
| 09095166 | Schinkelplatz (Lage)                                            | Bronzestandbilder Karl Friedrich Schinkel, Peter Christian Beuth und Albrecht von Thaer | Albrecht von Thaer, 1856–1859 von Christian Daniel Rauch, Nachguß 2000        |                                                       |
| 09060128 | Werderscher Markt Werderstraße (Lage)                           | Bärenbrunnen                                                                            | 1928 von Hugo Lederer, Kopie 1958 von Walter Sutkowski                        |                                                       |
| 09065027 | Werderscher Markt Werderstraße (Lage)                           | Friedrichswerdersche Kirche                                                             | 1824–1830 von Karl Friedrich Schinkel                                         |                                                       |
| 09065027 | Werderscher Markt Werderstraße (Lage)                           | Friedrichswerdersche Kirche                                                             | Kircheninnern                                                                 |                                                       |
| 09095989 | Werderscher Markt Kurstraße 36–40 Unterwasserstraße 9–10 (Lage) | Reichsbank-Erweiterung                                                                  | 1933–1940 von Heinrich Wolff                                                  |                                                       |
| 09095989 | Werderscher Markt Kurstraße 36–40 Unterwasserstraße 9–10 (Lage) | Reichsbank-Erweiterung                                                                  | Umbauten im Inneren, 1958                                                     |                                                       |

## Bodendenkmale
| Nr.      | Lage                                           | Offizielle Bezeichnung     | Beschreibung                          | Bild            |
| -------- | ---------------------------------------------- | -------------------------- | ------------------------------------- | --------------- |
| 09010172 | Schinkelplatz (ehem. Niederlagstraße 2) (Lage) | Fundamente der Bauakademie | 1832–1836 von Karl Friedrich Schinkel | Bild gesucht BW |